# David Robinson
David Maurice Robinson (* 6. August 1965 in Key West, Florida) ist ein ehemaliger US-amerikanischer Basketballspieler, der seine gesamte Profikarriere von 1989 bis 2003 für die San Antonio Spurs in der NBA spielte.
Robinson ist zehnfacher NBA All-Star, einmaliger NBA Most Valuable Player (wertvollster Spieler), zweifacher NBA-Champion und zweifacher olympischer Goldmedaillengewinner mit dem Team der USA. Er wurde zweimal in die Naismith Memorial Basketball Hall of Fame aufgenommen, 2009 für seine Karriere in der NBA und 2010 als Mitglied des Dream Teams. Robinson gilt nach übereinstimmenden Meinungen als einer der besten Center der Basketballgeschichte.

## Spielerkarriere
Robinson spielte lediglich ein Jahr Highschool-Basketball bei Osbourn Park in Manassas, Virginia. Er besuchte bis 1987 das College der Navy-Akademie (daher sein Spitzname „The Admiral“). Er war Mitglied des US-Basketball Olympiateams in Seoul 1988 (Bronze), in Barcelona 1992 (Gold) und in Atlanta 1996 (Gold). Zusätzlich spielte er 1987 bei den Panamerikanischen Meisterschaften und den Weltmeisterschaften 1986 für die USA.
Robinson wurde 1987 von den San Antonio Spurs an erster Stelle des NBA Drafts gewählt, kam aber erst ab der Saison 1989/90 zum Einsatz, da er zunächst seine Militärausbildung abschließen wollte. Er spielte während seiner gesamten NBA-Karriere von 1989 bis 2003 für die Spurs. Mit diesem Team gewann er 1999 und 2003 die Meisterschaft in der nordamerikanischen Profi-Basketballliga NBA. David Robinson wurde zehnmal in das NBA All-Star-Team berufen.
Mitte der Neunziger war der Admiral zweifellos einer der besten Basketballspieler der Welt. In der Saison 1993/94 hatte er den höchsten Punktedurchschnitt aller NBA-Spieler, den er sich im letzten Saisonspiel am 24. April 1994 gegen die Los Angeles Clippers auf eine höchstbeeindruckende Weise sicherte, indem er seine Karrierebestleistung von 71 Punkten erzielte (einen Wert den sogar NBA-Legende Michael Jordan niemals erreicht hatte und der erst in der Saison 2005/06 von Kobe Bryant mit 81 wieder überboten werden konnte). Es war der höchste Punktewert eines einzelnen Spielers seit der Saison 1977/78 (David Thompson, 73 Punkte).
Ein Jahr später in der Saison 1994/95 machte Robinson seine Spurs zum besten Team der Liga und wurde deshalb zum wertvollsten Spieler der NBA gewählt. In den Play-offs schieden die Spurs dann unglücklich gegen den späteren Meister aus Houston aus.
Eine NBA-Meisterschaft konnte er jedoch erst mit Unterstützung von Tim Duncan im Jahre 1999 gewinnen. Da die Spurs nun zwei starke Center hatten, wurde das Duo Robinson/Duncan die Twin Towers genannt, in Anlehnung an die früheren Twin Towers der Houston Rockets, Hakeem Olajuwon und Ralph Sampson. Nach dem zweiten Meisterschaftsgewinn (2002/03) beendete David Robinson am 15. Juni 2003 seine aktive Laufbahn.
Am 17. Februar 1994 gelang Robinson etwas Außergewöhnliches. Er konnte als erst vierter Spieler der NBA-Geschichte in einem Spiel in vier statistischen Kategorien jeweils zweistellige Werte erzielen (ein sogenanntes Quadruple-Double). Gegen die Detroit Pistons konnte er 35 Punkte, 10 Rebounds, 10 Assists und 10 Blocks verzeichnen. Zuvor gelang dieses kleine Kunststück lediglich Nate Thurmond (1974), Alvin Robertson (1986) und Hakeem Olajuwon (1990).

## Auszeichnungen und Erfolge
1989/90 wurde David Robinson zum NBA Rookie des Jahres gewählt. Er gewann als erster Spieler überhaupt alle Rookie-des-Monats-Auszeichnungen. Das gelang nach ihm nur Tim Duncan (1997/98), LeBron James, Carmelo Anthony (beide 2003/04), Chris Paul (2005/06), Damian Lillard (2012/13), Karl-Anthony Towns (2015/16) und Luka Dončić (2018/19). Robinson wurde in der Saison 1994/95 zum wertvollsten Spieler (MVP) und 1991/92 zum NBA Defensive Player of the Year gewählt.
Er wurde viermal in das All-NBA First Team (1991, 1992, 1995 und 1996), zweimal ins All-NBA Second Team (1994 und 1998) und viermal in das All-NBA Third Team (1990, 1993, 2000 und 2001) gewählt. Zusätzlich wählte man ihn viermal ins NBA All-Defensive First Team (1991, 1992, 1995 und 1996) und viermal in das All-Defensive Second Team (1990, 1993, 1994 und 1998). Er war der erste Spieler der NBA-Geschichte, der sowohl in ein All-NBA- als auch in ein NBA All-Defensive Team in jeder seiner ersten sieben Saisons berufen wurde.
1996 ernannte man David Robinson zu einem der 50 besten NBA-Spieler aller Zeiten. Zusätzlich wurde er 1998 in die World Sports Humanitarian Hall of Fame berufen. 2001 wurde Robinson mit dem NBA Sportsmanship Award geehrt, 2003 mit dem J. Walter Kennedy Citizenship Award. In diesem Jahr erhielt er auch, gemeinsam mit Tim Duncan, von der Zeitschrift Sports Illustrated die Ehrung als Sportler des Jahres.
David Robinsons Trikotnummer 50 wird bei den San Antonio Spurs in Anerkennung seiner Leistungen nicht mehr vergeben. In einer feierlichen Zeremonie am 10. November 2003 beim Spiel gegen den Utah Jazz wurde das Trikot mit seiner Nummer unter der Decke des SBC Center aufgehängt.
Am 15. April 2008 wurde bekannt gegeben, dass Robinson am 19. Juni in die U.S. Olympic Hall of Fame aufgenommen wird, eine Ruhmeshalle für US-amerikanische Olympiateilnehmer. Ergebnis der Abstimmung, bei der Robinson mindestens 18 von 24 Ja-Stimmen des Komitees benötigte, wurde am 6. April veröffentlicht.
Noch viel größere Ehre wurde ihm im Februar 2009 zuteil. Er wurde als Finalist für die Wahl in die Naismith-Memorial-Basketball-Hall-of-Fame-Klasse von 2009 bekannt gegeben. Robinson wurde mit Michael Jordan, John Stockton und Jerry Sloan in die Hall of Fame aufgenommen. Die Laudatio bei der feierlichen Aufnahmezeremonie am 11. September 2009 hielten Larry Brown und George Gervin, die beide ebenfalls Mitglieder der Hall of Fame sind. 2013 erfolgte zudem die Aufnahme in die FIBA Hall of Fame.

## Statistiken und Rekorde

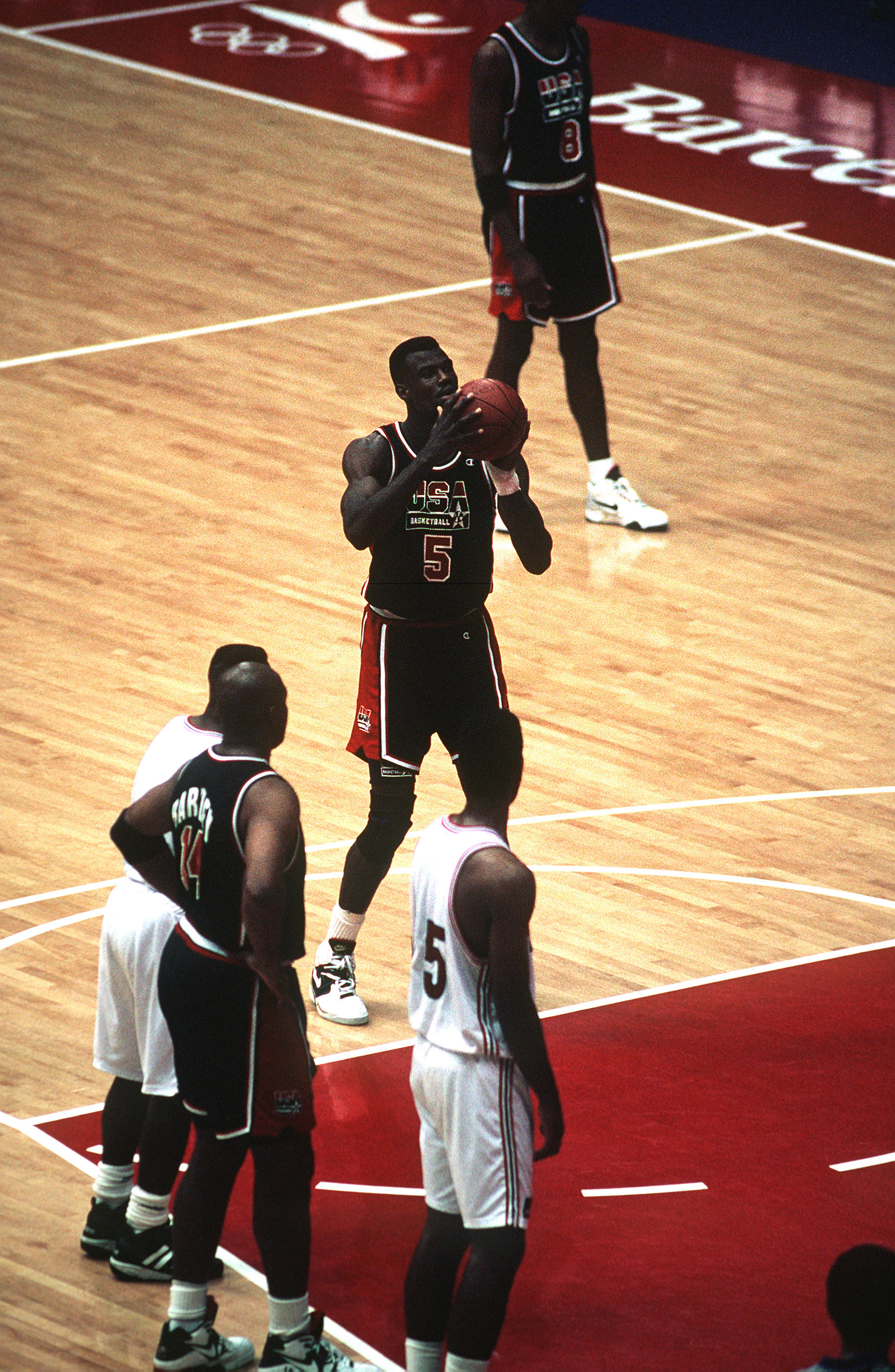
Robinson bei einem Freiwurf während der Olympischen Spiele 1992 in Barcelona

In 987 Regular-Season-Spielen (985 als Starter) erzielte Robinson durchschnittlich 21,1 Punkte (bei einer Trefferquote von 51,8 %), 10,6 Rebounds, 2,5 Assists, 1,41 Steals und 2,99 Blocks in 34,7 Minuten pro Spiel. In 123 Playoff-Spielen (bei allen in der Starting Five) konnte er im Schnitt 18,1 Punkte (bei einer Feldwurftrefferquote von 47,9 %), 10,6 Rebounds, 2,3 Assists, 1,23 Steals und 2,54 Blocks in 34,3 Minuten pro Spiel verbuchen.
In der Geschichte der San Antonio Spurs hält er die Rekorde für verwandelte (6.035) sowie versuchte Freiwürfe (8.201). In den ewigen Bestenlisten der NBA belegt Robinson den sechsten Platz bei den Blocks, den 17. Platz bei verwandelten Freiwürfen, den 39. Platz bei den Punkten, sowie den 30. Platz bei den Rebounds. Er benötigte nur 44 NBA-Spiele in seiner ersten Saison, um mehr als 1.000 Punkte zu erzielen sowie 500 Rebounds zu holen; dies bedeutet heute noch einen Franchise-Rekord. In der Saison 1993/94 stellte er, für einen „Big Man“ ungewöhnlich, auch die meisten Assists der Spurs zu (4.8). Unter den Big Man der Neunziger waren nur Larry Bird, Charles Barkley und Chris Webber geschickter.
In den zehn All-Star-Spielen, die Robinson bestritt (drei als Starter), erzielte er durchschnittlich 14,1 Punkte (bei einer Trefferquote von 58,8 %), 6,2 Rebounds, 1,30 Steals und 1,30 Blocks in 18,4 Minuten pro Spiel.
1990/91 führte Robinson die Liga im Rebounding an (13,0 Rebounds pro Spiel), 1991/92 in Blocks (im Schnitt 4,49 Blocks), und 1994/95 in durchschnittlich erzielten Punkten (29,8 Punkte pro Spiel). Am letzten Spieltag der Saison erzielte er 71 Punkte gegen die Los Angeles Clippers und holte so knapp den Titel vor Shaquille O’Neal (29,3). Robinson und Kareem Abdul-Jabbar sind die einzigen Spieler in der Geschichte der NBA, die alle diese Titel gewinnen konnten.
Robinson führt außerdem die ewigen Bestenlisten der USA bei Olympischen Spielen in Karriere-Punkten (270), -Rebounds (124) und -Blocks (34) an.

## Privatleben
Zusammen mit seiner Frau Valerie hat Robinson drei Söhne. Er hält einen Bachelor’s Degree in Mathematik von der Naval Academy und spielt Saxophon. Robinson spendet oft große Beträge für wohltätige Zwecke. David und Valerie riefen im November 1992 die David Robinson Foundation ins Leben.